# Józefów (przystanek kolejowy)
Józefów – przystanek osobowy Polskich Kolei Państwowych położony na terenie Józefowa przy ul. Piłsudskiego. Według klasyfikacji PKP ma kategorię dworca aglomeracyjnego. Ze stacji PKP Józefów można dojechać elektrycznymi pociągami podmiejskimi m.in. do śródmieścia stolicy, Otwocka, Celestynowa, Pilawy, Dęblina i Pruszkowa.

## Ruch pasażerski
| Rok  | Wymiana pasażerska na dobę |
| ---- | -------------------------- |
| 2017 | 2700                       |
| 2018 | 2500                       |
| 2019 | 2700                       |
| 2020 | 1700                       |
| 2021 | 1800                       |
| 2022 | 2200                       |
| 2023 | 2100                       |

## Opis
Przystanek składa się z jednego wysokiego peronu wyspowego, z dwoma krawędziami peronowymi. Powierzchnia peronu pokryta jest asfaltem. Pośrodku peronu znajduje się budynek przystanku.
Przedłużony dach budynku stacyjnego stanowi częściowe zadaszenie peronu. Na dachu przymocowane jest oświetlenie.
Niedaleko północnej głowicy peronu znajduje się przejazd kolejowo-drogowy zabezpieczony rogatkami. Łączy on ul. Polną z ul. Marii Skłodowskiej-Curie.
Na północnej i południowej głowicy peronu znajdują się przejścia naziemne przez tory, którymi można zejść na ulice Piłsudskiego i Sikorskiego.
| Przewoźnik | Linia | Trasa |        |
| ---------- | ----- | --- | ------ |
| SKM        | S1    | Otwock – Józefów – Warszawa Wschodnia – Warszawa Śródmieście – Warszawa Zachodnia – Pruszków                                         | [ 10 ] |
| KM         | R7    | Warszawa Zachodnia – Warszawa Śródmieście – Warszawa Wschodnia – Warszawa Falenica – Józefów – Otwock – Celestynów – Pilawa – Dęblin | [ 10 ] |

Na początku 2010 roku PKP poinformowała o planach wyburzenia większości wiat przystankowych na linii Warszawa – Otwock, w tym budynku w Józefowie.
W wyniku protestów mieszkańców i podjęciu kroków w celu wpisania budynku do rejestru zabytków, PKP zrezygnowało z tych planów tłumacząc się brakiem pieniędzy. W 2010 wiata przystankowa z poczekalnią wraz z podobnymi obiektami na tzw. linii otwockiej została wpisana do rejestru zabytków.
W 2012 roku prywatny najemca wyremontował wnętrze poczekalni i otworzył w niej lokal Poczekalnia Cafe.

## Galeria

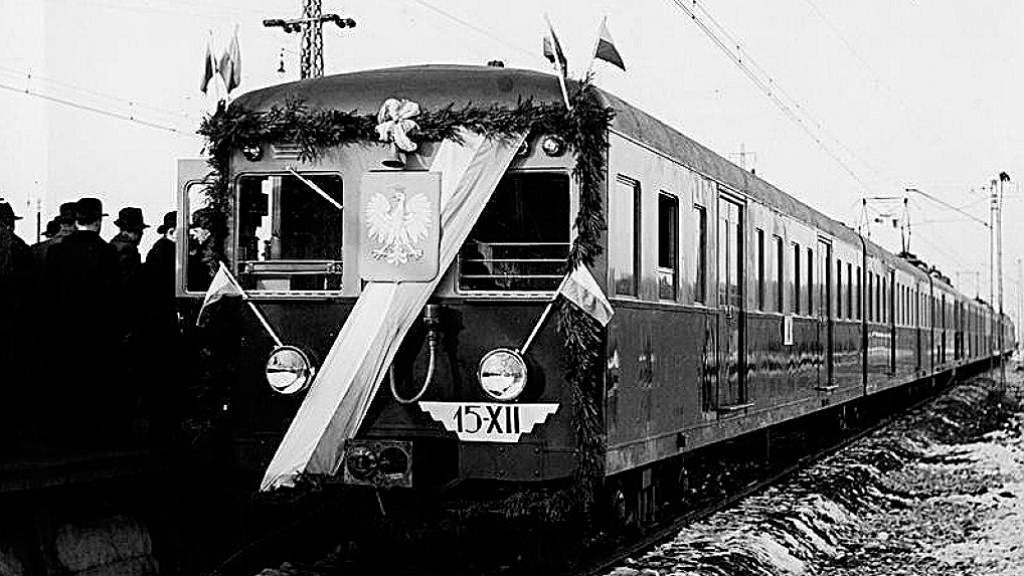
Jednostka EW51 (15 XII 1936)
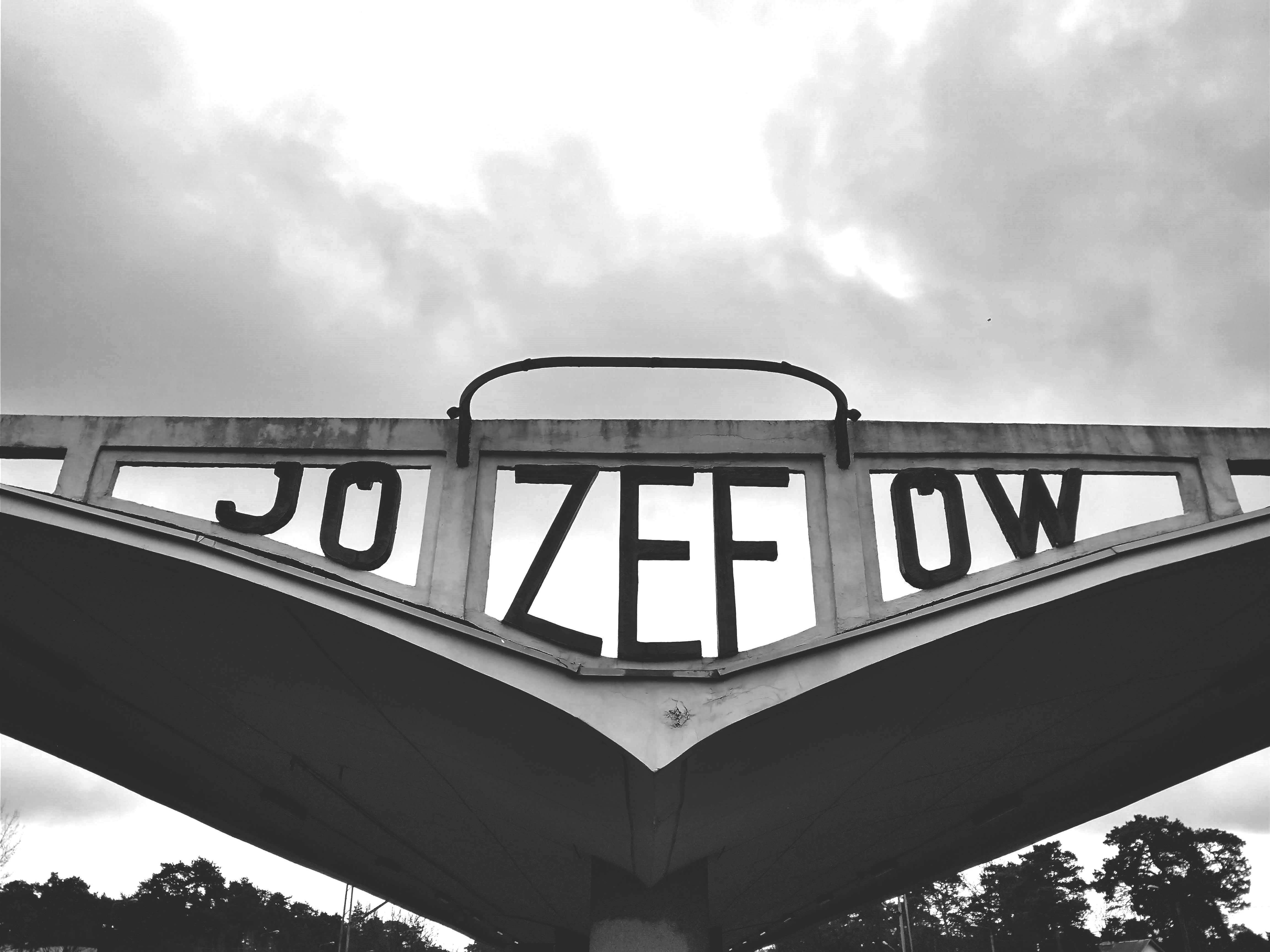
Charakterystyczne liternictwo (2023)
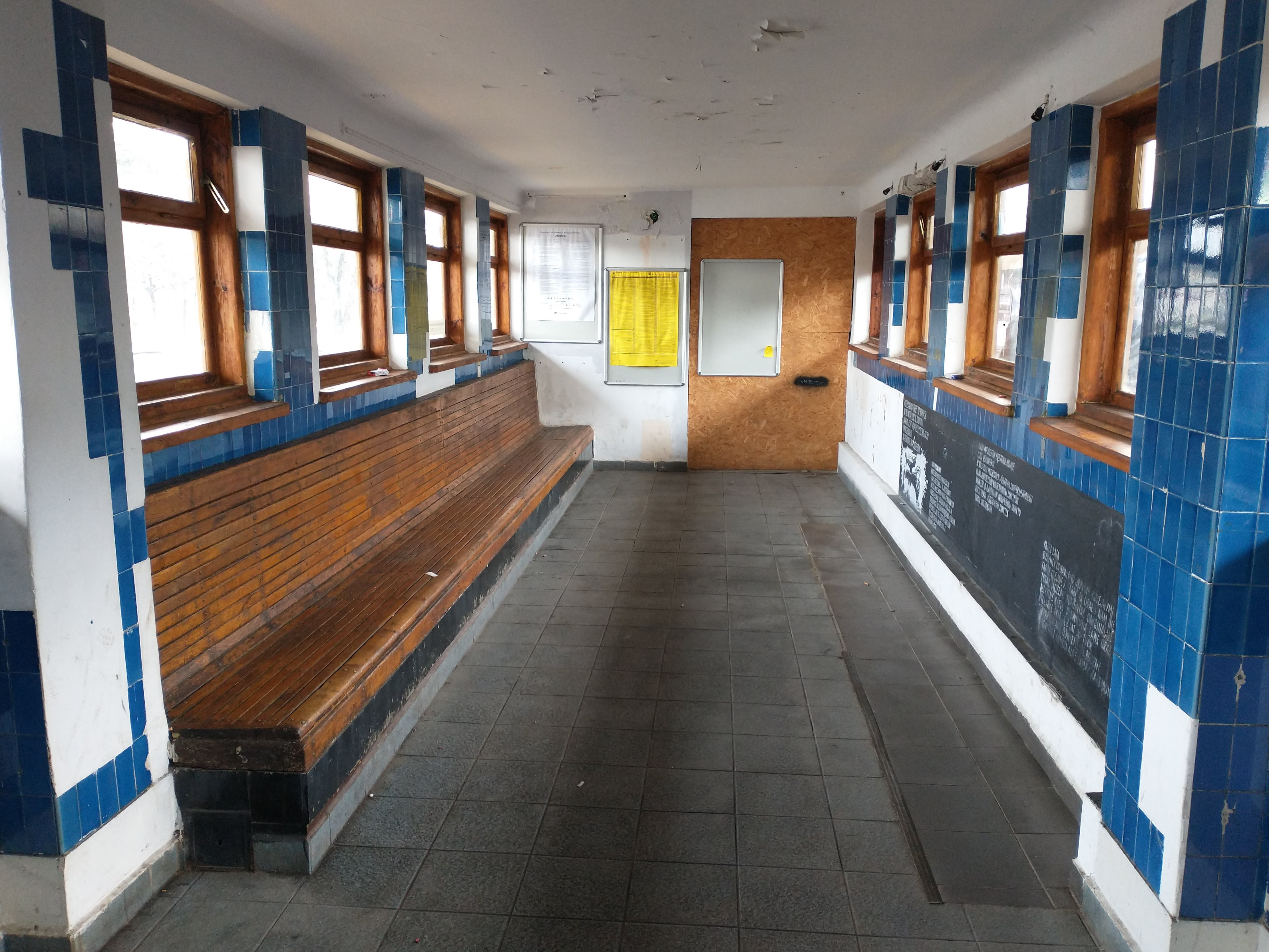
Wnętrze poczekalni (2023)
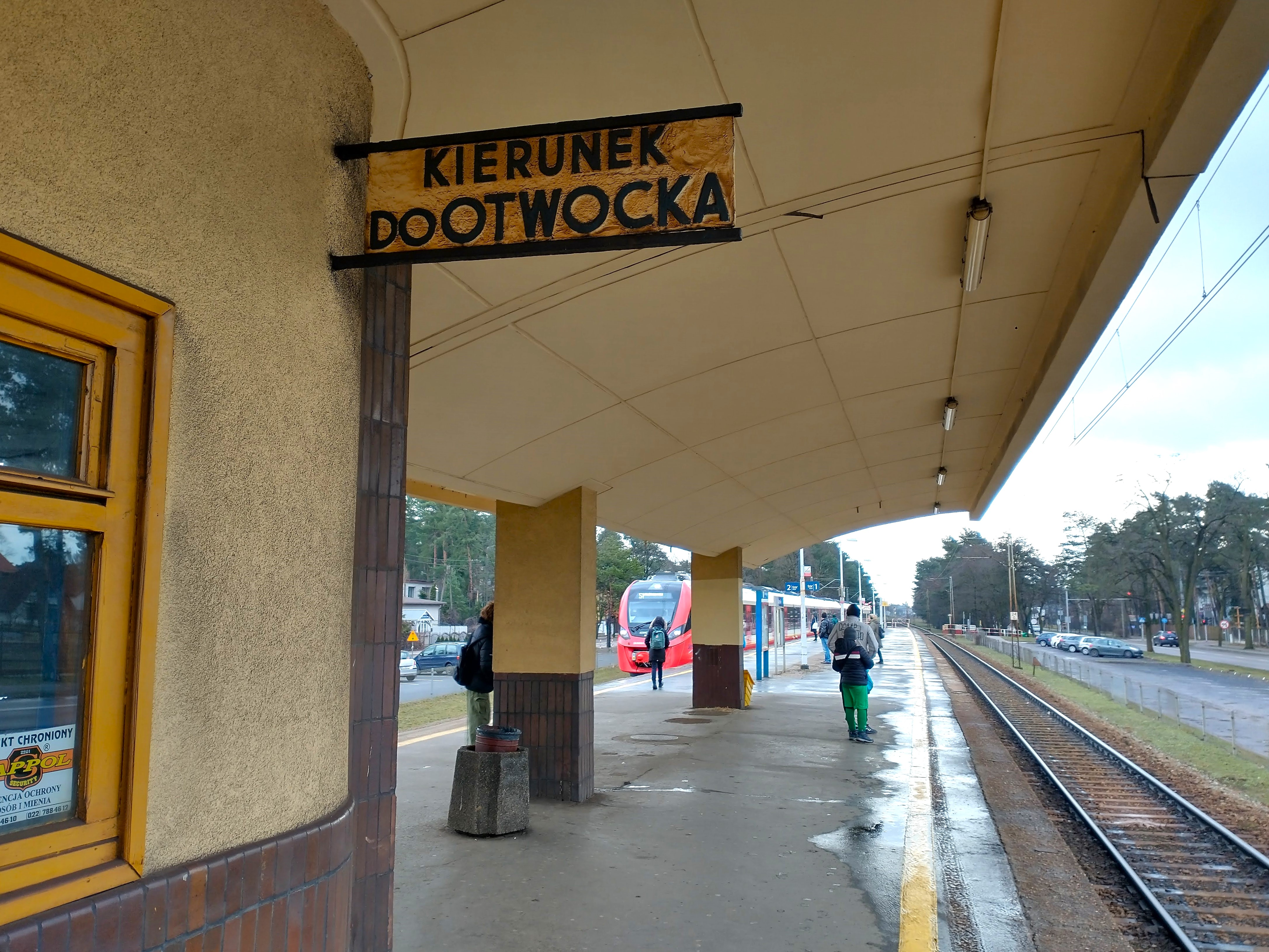
Krawędź otwocka (2023)